# Daha arietaria
Daha arietaria är en insektsart som beskrevs av William Lucas Distant 1908. Daha arietaria ingår i släktet Daha och familjen spottstritar. Inga underarter finns listade i Catalogue of Life.